# Colin chanteur
Dactylortyx thoracicus
Genre
Espèce
Répartition géographique
Statut de conservation UICN

 LC  : Préoccupation mineure
Le Colin chanteur (Dactylortyx thoracicus) est une espèce d'oiseaux de la famille des Odontophoridae, l'unique représentante du genre Dactylortyx.

## Description

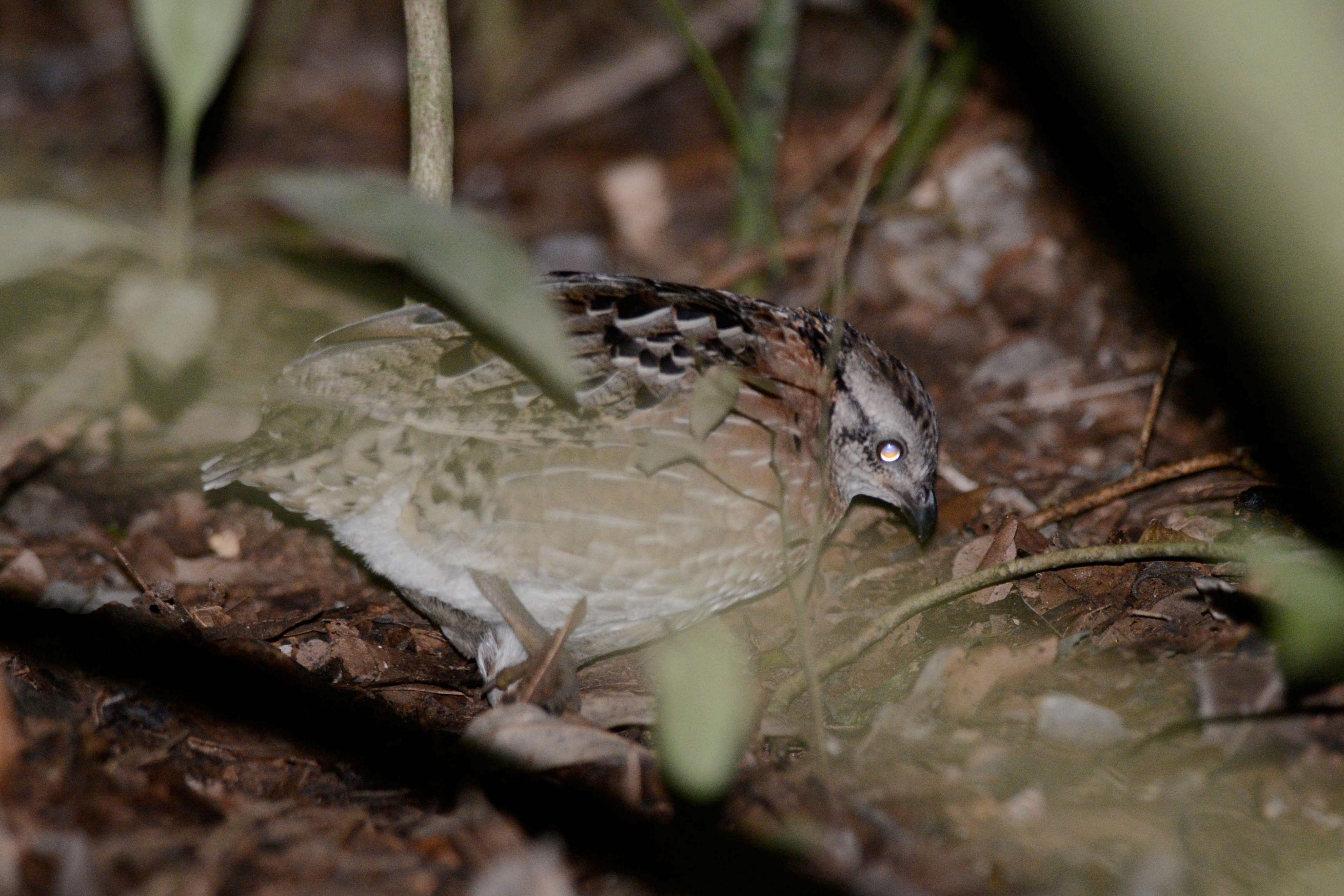
Un colin chanteur dans l'État de Campeche, au Mexique.

Le colin chanteur est brun tacheté et strié de rayures plus ou moins sombres. La calotte et les joues sont brunes. Les sourcils et la gorge sont fauve.

## Répartition
Son aire s'étend à travers le Mexique, le Belize, le Salvador, le Guatemala et le Honduras.

## Habitat
Son habitat est formé par les forêts sèches subtropicales ou tropicales, les forêts humides subtropicales ou tropicales forêts de plaine et les montagnes humides subtropicales ou tropicales.

## Sous-espèces
Selon la classification de référence du Congrès ornithologique international (version 15.1, 2025) :
- Dactylortyx thoracicus pettingilli Warner & Harrell, 1957 — sud de San Luis Potosi et de Tamaulipas ;
- Dactylortyx thoracicus thoracicus (Gambel, 1848) — Puebla et Veracruz ;
- Dactylortyx thoracicus sharpei Nelson, 1903 — de la péninsule du Yucatán au nord du Guatemala ;
- Dactylortyx thoracicus paynteri Warner & Harrell, 1955 — sud du Quintana Roo ;
- Dactylortyx thoracicus devius Nelson, 1898 — Jalisco ;
- Dactylortyx thoracicus melodus Warner & Harrell, 1957 — Guerrero ;
- Dactylortyx thoracicus chiapensis Nelson, 1898 — plateaux du Chiapas ;
- Dactylortyx thoracicus dolichonyx Warner & Harrell, 1957 — Sierra Madre du Chiapas ;
- Dactylortyx thoracicus salvadoranus Dickey & van Rossem, 1928 — El Salvador ;
- Dactylortyx thoracicus fuscus Conover, 1937 — Honduras ;
- Dactylortyx thoracicus conoveri Warner & Harrell, 1957 — est du Honduras.